# Claus Schenk von Stauffenberg
(Claus Schenk von Stauffenberg)
Claus Philipp Maria Schenk Graf von Stauffenberg (Jettingen-Scheppach, 15 novembre 1907 – Berlino, 21 luglio 1944) è stato un militare tedesco che svolse un ruolo di primo piano nella progettazione e successiva esecuzione dell'attentato del 20 luglio 1944 contro Adolf Hitler (noto anche come operazione Valchiria), e nel successivo tentativo di colpo di Stato. Il suo cognome completo era Schenk Graf von Stauffenberg, in quanto la famiglia Stauffenberg aveva aggiunto il termine Graf (conte), come parte del cognome, dopo l'abolizione dei titoli nobiliari da parte della Repubblica di Weimar.

## Biografia

### Primi anni
Claus Schenk von Stauffenberg nacque nel 1907, a Jettingen-Scheppach, in Baviera, proveniente da un'aristocratica famiglia cattolica, gli Stauffenberg, casata risalente al XIII secolo. Suo padre era il conte Alfred Schenk von Stauffenberg e sua madre la contessa Karoline von Üxküll. Tra i suoi antenati poteva vantare il feldmaresciallo conte Ludwig Yorck von Wartenburg e il feldmaresciallo conte August Neidhardt von Gneisenau. Essi, assieme a Gerhard von Scharnhorst e Carl von Clausewitz, intrapresero una radicale opera di rinnovamento di tutto il sistema militare prussiano dopo la sconfitta contro Napoleone Bonaparte alla battaglia di Jena, avendo anche un ruolo fondamentale nella creazione dello stato maggiore prussiano, la prima istituzione del genere al mondo.
Dopo l'infanzia e adolescenza trascorse a Stoccarda il 1º aprile 1926, all'età di 18 anni, si arruolò volontario nel reggimento nel quale aveva prestato servizio suo zio, il conte Nikolaus von Üxküll: il 17º Cavalleria di Bamberga. Dopo la prima guerra mondiale l'esercito tedesco era stato drasticamente ridotto nelle dimensioni e gli aspiranti ufficiali dovevano prima prestare servizio nella truppa. Divenne tenente il 1º maggio 1930. Inizialmente, pur non condividendone alcuni aspetti, aderì al Partito Nazionalsocialista Tedesco dei Lavoratori, per poi rigettare la propria fede nel Governo Hitler, quando la guerra volse per il peggio.

### La seconda guerra mondiale
Allo scoppio della seconda guerra mondiale prestò servizio come ufficiale di stato maggiore della 1ª Divisione Leggera, divenuta poi 6. Panzer-Division in Polonia dal settembre 1939 al giugno 1940, quando fu trasferito al comando supremo di Berlino. Dopodiché prese parte alla campagna di Francia e all'operazione Barbarossa, l'attacco tedesco all'Unione Sovietica.
Successivamente fu inviato in Tunisia come primo ufficiale di stato maggiore della 10ª Divisione Panzer, con il grado di tenente colonnello, al comando del maggiore generale Friedrich von Broich. Il 19 febbraio 1943, alla riunione tattica presso il quartier generale della divisione vicino a Sbeitla, incontrò il feldmaresciallo Erwin Rommel. Tuttavia, il 7 aprile venne ferito gravemente durante un attacco aereo della Royal Air Force. Il famoso chirurgo Ernst Ferdinand Sauerbruch riuscì a salvargli la vita, ma non poté impedire la perdita della mano destra, dell'occhio sinistro e due dita (anulare e mignolo) della mano sinistra. Era un ufficiale rispettabile, e il Führer e la Wehrmacht si fidavano ciecamente di lui: nell'ottobre 1943 venne promosso colonnello e, il 1º luglio 1944, su proposta del generale Rudolf Schmundt, assegnato allo stato maggiore della riserva a Berlino, al posto del maggiore generale Gerhard Kühne, sotto il comando del generale Friedrich Olbricht.
Nonostante le sue condizioni von Stauffenberg, per spirito di fedeltà alla patria, continuò a prestare servizio nell'esercito, ma con animo risoluto a liberare la Germania dal malgoverno di Hitler, dopo essersi reso conto che egli stava portando il proprio Paese verso la distruzione. Il suo pensiero fu esposto in una lettera che inviò alla moglie nel marzo 1943: «Sento il dovere di fare qualcosa per salvare la Germania; noi tutti, ufficiali dello Stato Maggiore, dobbiamo assumere la nostra parte di responsabilità».

### Il complotto del 20 luglio 1944

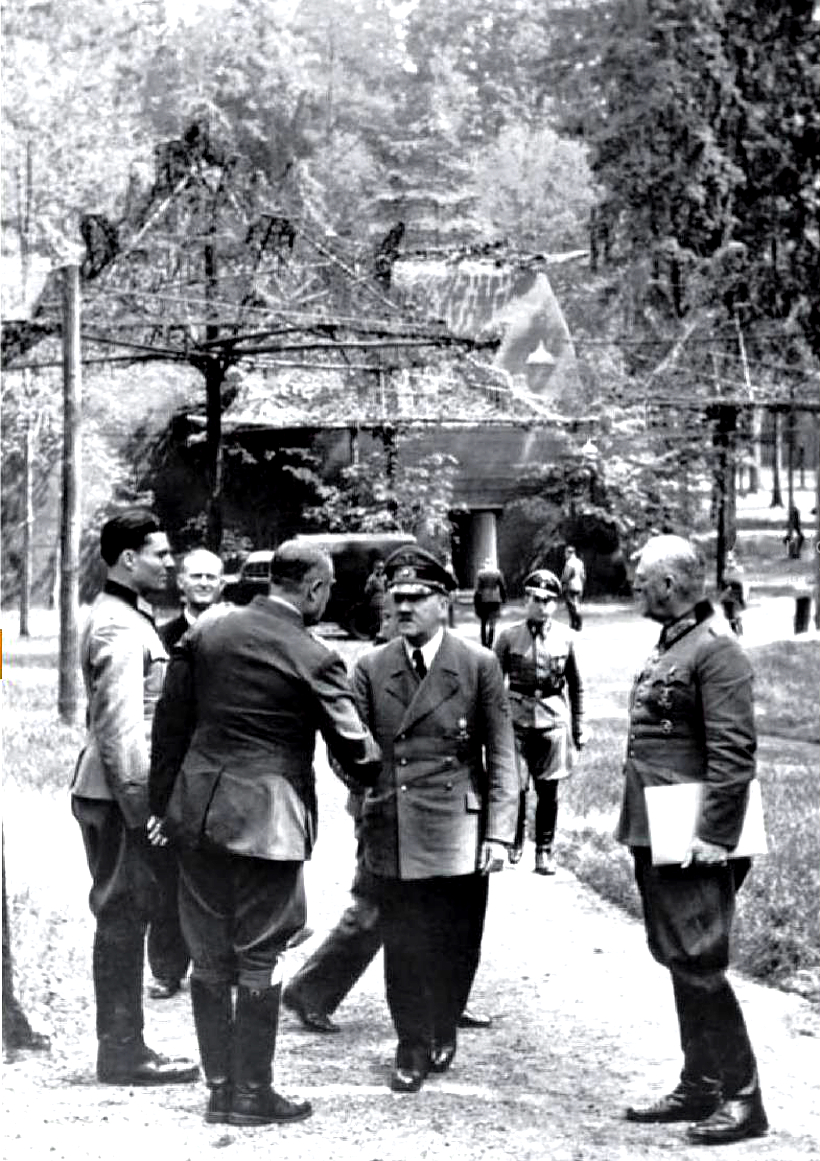
Stauffenberg a Rastenburg, il 15 luglio 1944, sulla sinistra, con Hitler (al centro) e Wilhelm Keitel (a destra). Stauffenberg stava trasportando una bomba a tempo, che poi decise di non far esplodere.

Fu così che venne ordita la congiura degli ufficiali tedeschi contro il Führer; al complotto parteciparono, insieme a Stauffenberg, anche altri alti militari, tra i quali il generale Ludwig Beck, già capo di Stato Maggiore della Wehrmacht, e il generale Henning von Tresckow, esperto in strategia. L'attentato fu fissato per il 20 luglio 1944 e si sarebbe realizzato nella sede del quartier generale di Hitler, la cosiddetta Tana del Lupo, a Rastenburg, e venne denominato Operazione Valkiria. Alcune circostanze resero, però, più difficile l'attuazione del piano originale. Per il forte caldo, infatti, la riunione si svolse in un edificio in legno, con le finestre aperte, e non nel bunker dove l'esplosione, non potendosi sfogare all'esterno, sarebbe stata enormemente più devastante. Inoltre Stauffenberg aveva predisposto originariamente due bombe, ma, nella fretta, a causa dell'anticipazione della riunione di 30 minuti, riuscì ad armarne solo una. Infine il tavolo della riunione, costruito in solido legno di quercia, attutì ulteriormente la forza d'urto dell'esplosione. La bomba, contenuta all'interno di una valigetta, fu posizionata vicino a Hitler dallo stesso Stauffenberg, ma venne successivamente spostata da Heinz Brandt qualche metro più lontano, facendo fallire l'attentato.
Immediatamente dopo lo scoppio Stauffenberg, come pianificato, fece ritorno a Berlino per assumere il comando militare dell'operazione in Bendlerstrasse, per condurre da quella sede il colpo di Stato. Hitler, tuttavia, sopravvisse quasi incolume all'esplosione e Stauffenberg, Beck, Olbricht, il capo di stato maggiore colonnello Albrecht e altri congiurati vennero fatti arrestare dalle SS e dalla Gestapo, così come tutti coloro che, in qualche modo, erano venuti a contatto con loro. Gli arrestati furono torturati per ottenere rivelazioni, poi vennero trucidati, spesso senza nemmeno un processo.
Anche Stauffenberg fu arrestato e fucilato alla schiena, assieme agli altri congiurati, nella stessa notte del 21 luglio 1944, nel cortile del Bendlerblock, sede del Comando Supremo dell'Esercito, a Berlino, e rimpiazzato da Heinrich Himmler con il generale Hans Jüttner. Le ceneri dei congiurati furono sparse nelle fogne cittadine su ordine di Hitler affinché «i resti dei traditori non contaminassero il suolo tedesco». Fu poi detto che, prima di essere ucciso, Stauffenberg avesse gridato: «Lunga vita alla sacra Germania!».
Su ordine del Führer tutti i membri delle famiglie dei colpevoli dovevano essere eliminati. Questo portò anche all'arresto, alla deportazione e uccisione di molti innocenti, che avevano la disgrazia di condividere il nome, anche senza essere parenti, dei congiurati. Per quanto riguarda la famiglia Stauffenberg, il fratello maggiore, Berthold, fu giustiziato. La moglie di Stauffenberg, Nina, e i suoi quattro figli (la donna era incinta della quinta figlia, Konstanze, che sarebbe nata il 17 gennaio 1945, a Francoforte sull'Oder, durante la prigionia), furono arrestati dalle SS. I quattro figli furono messi sotto falso nome in un orfanotrofio in Bassa Sassonia. Successivamente e fino alla fine della guerra Nina venne tenuta prigioniera per futuri scambi presso il lago di Braies in provincia di Bolzano. Liberati dall'arrivo delle truppe alleate, tutti i membri della famiglia poterono finalmente riunirsi dopo la fine della guerra. Nina è morta il 2 aprile 2006.
Secondo alcune fonti è emerso anche un possibile coinvolgimento, o per lo meno un incoraggiamento, al tirannicidio da parte del Vaticano e del papa stesso. Come documentano i rapporti al Foreign Office di Francis D'Arcy Osborne, rappresentante diplomatico del Regno Unito presso la Santa Sede, Pio XII manteneva, tramite vari emissari, rapporti costanti con gli oppositori tedeschi del Fuhrer. Stauffenberg, cattolico praticante, amico di molti esponenti del Circolo di Kreisau frequentato sia da alti membri ecclesiastici che da civili e militari della dissidenza interna contro Hitler (come attestano sia il diario che alcune lettere del suo fondatore il conte Helmuth James Graf von Moltke), incontrò pochi giorni prima dell'attentato il vescovo Konrad von Preysing Lichtenegg Moos, uno dei maggiori oppositori tra le gerarchie cattoliche, insieme al vescovo Clemens August von Galen, al regime nazista.
Nel dopoguerra, a Berlino, la Bendlerstrasse fu ribattezzata Stauffenbergstrasse. Vi è stato eretto un monumento alla Resistenza tedesca e nelle vicinanze un museo, aperto nel 1994, onora tutti i partecipanti al "complotto del 20 luglio", insieme ad altri oppositori al nazismo.

## Famiglia
Il 26 settembre 1933 sposò Nina von Stauffenberg e da lei ebbe cinque figli:
- Berthold Maria Schenk Graf von Stauffenberg
- Heimeran Schenk Graf von Stauffenberg
- Franz-Ludwig Schenk Graf von Stauffenberg
- Valerie Ida Huberta Karoline Anna Maria Schenk Gräfin von Stauffenberg
- Konstanze Schenk Gräfin von Stauffenberg, nata a Francoforte sul Meno dopo la fucilazione del padre[poco prima si è detto che era nata a Francoforte sull'Oder].

## Filmografia
- Nel film del 1955 Accadde il 20 luglio fu impersonato dall'attore Bernhard Wicki.
- Nel film del 1955 Operazione walkiria fu impersonato dall'attore Wolfgang Preiss.
- Nel film del 1967 La notte dei generali fu impersonato dall'attore Gérard Buhr.
- Nel film tv del 1967 Il complotto di luglio fu impersonato dall'attore Paolo Graziosi.
- Nel film tv del 1971 Operation Walküre fu impersonato dall'attore Joachim Hansen.
- Nella serie del 1990 The Plot to Kill Hitler fu impersonato dall'attore Brad Davis.
- Nel film tv del 2004 Stauffenberg - Attentato a Hitler fu impersonato dall'attore Sebastian Koch.
- Nel film del 2008 Operazione Valchiria fu impersonato dall'attore Tom Cruise.